# UFC Fight Night: Thomas vs. Florian
UFC Fight Night: Thomas vs. Florian ou UFC Fight Night 11 foi um evento de artes marciais mistas promovido pelo Ultimate Fighting Championship, ocorrido em 19 de setembro de 2007 no Palms Casino Resort em Paradise, Nevada. O evento foi ao ar na Spike TV para os EUA e Canadá.

## Background
O evento contaria com a luta entre os semifinalistas do The Ultimate Fighter 1, Mike Swick e Chris Leben, mas Leben não aceitou a luta. Swick então ia enfrentar Jonathan Goulet. Mas Swick machucou a costela e então Goulet enfrentou Dustin Hazelett.
O evento principal seria entre Din Thomas e Spencer Fisher. Porém Fisher teve uma infecção no joelho e não pode lutar, então foi chamado o ex-desafiante n°1 Kenny Florian para enfrentar Din Thomas.

## Bônus da Noite
- Luta da Noite:  Cole Miller vs.  Leonard Garcia
- Nocaute da Noite:  Chris Leben
- Finalização da Noite:  Nate Diaz